# 秋田汐梨
秋田汐梨（日语：／ Akita Shiori，2003年3月19日—），是日本的女演員、模特兒。京都府出生，星塵傳播所屬藝人。身高161公分，血型O型。

## 經歷
- 在母親和姊姊建議下開始讀青少年潮流雜誌《nicola（日语：ニコラ (雑誌)）》，並對模特兒工作有了憧憬[1]。2015年國中一年級時報名參加了雜誌《nicola（日语：ニコラ (雑誌)）》「第19屆讀者模特選拔（日语：ニコラモデルオーディション）」賽，並獲得大獎，10月成為雜誌專屬模特兒在《nicola（日语：ニコラ (雑誌)）》10月號首次亮相[2]。
- 2017年，演出NHK新春特別劇《富士家族2017》飾演少女時期的遠山霧子，為首次演出電視劇。
- 2018年，8月首次演出的電影《青夏：戀上你的30日》上映，並發行個人數位寫真集「PROTO STAR 秋田汐梨 vol.1」[3]。並在當月發行的《nicola（日语：ニコラ (雑誌)）》雜誌9月號首次單獨登上雜誌封面[4]。
- 2019年，3月28日從《nicola（日语：ニコラ (雑誌)）》雜誌專屬模特兒畢業。8月開始在雜誌《Seventeen》擔任專屬模特兒。

## 演出

### 電視劇
| 播出年份 | 播出日期          | 集數                  | 戲劇名稱                                      | 首播頻道       | 角色             | 備註   |
| -------- | ----------------- | --------------------- | --------------------------------------------- | -------------- | ---------------- | ------ |
| 2017年   | 1月3日            | 單集                  | 新春特別劇富士家族2017                        | NHK            | 遠山霧子（少女） |        |
| 2017年   | 9月5日            | 第8集                 | 我們做了個炸彈                                | 富士電視台     | 學生             | [ 5 ]  |
| 2017年   | 10月28日          | 第3集                 | 瀨戶與內海                                    | 東京電視台     | 吉田             | [ 6 ]  |
| 2019年   | 1月6日－3月10日   | 全劇                  | 3年A班-從此刻起，大家都是我的人質-            | 日本電視台     | 秋庭凜           | [ 7 ]  |
| 2020年   | 1月24日－3月27日  | 全劇                  | homeroom                                      | MBS            | 櫻井幸子         | 女主角 |
| 2021年   | 5月7日 - 5月14日  | 第2章（第3話・第4話） | 黑心理                                        | 關西電視台     | 杏               | [ 9 ]  |
| 2021年   | 9月8日 - 10月13日 | 全劇                  | 東京製麵所                                    | MBS            | 桃田凛           | 女主角 |
| 2021年   | 11月6日・13日     | 第5集・第6集          | 言靈莊                                        | 朝日電視台     | 城崎雪乃         | [ 11 ] |
| 2022年   | 2月15日           | 第6話                 | 想對任何人說的山本周五郎每日劇2「半化け又平」 | NHK BS Premium | 椙江             | 主演   |
| 2022年   | 7月3日－9月25日   | 全劇                  | 出租女友                                      | 朝日電視台     | 七海麻美         | [ 13 ] |
| 2023年   | 8月13日－9月3日   | 全劇                  | 事件                                          | WOWOW          | 坂井佳江         |        |
| 2024年   | 1月20日           | 第5集                 | 火星-零的革命-                                | 朝日電視台     | 真中凛           |        |
| 2024年   | 4月8日            | 第1集                 | 366日                                         | 富士電視台     | 美咲             |        |
| 2024年   | 10月2日－12月18日 | 全劇                  | 3年C班出軌了                                  | 日本電視台     | 高梨琴音         |        |
| 2025年   | 1月10日－2月21日  | 全劇                  | 相遇驟雨中                                    | MBS            | 水谷かおり       |        |
| 2025年   | 2月15日－         | 第6集 -               | 本能開關                                      | 朝日電視台     | 相澤さち         |        |
| 2025年   | 2月24日－3月10日  | 第6集 - 第8集         | 東京偽裝時光                                  | ABC電視台      | 小林弥恵         |        |
| 2025年   | 5月14日           | 第5集                 | 醫師阿修羅                                    | 富士電視台     | 佐竹里帆         |        |

### 電影
| 上映年份 | 上映日期 | 電影名稱                       | 角色         | 備註   |
| -------- | -------- | ------------------------------ | ------------ | ------ |
| 2018     | 8月1日   | 青夏：戀上你的30日             | 永村皋月     | [ 3 ]  |
| 2019     | 3月21日  | 鄰居‧同居 一個屋簷下的兩個喜歡 | 小森美咲     | [ 14 ] |
| 2019     | 5月3日   | 狂賭之淵                       | 和氣屋喪部美 | [ 15 ] |
| 2019     | 9月27日  | 惡之華                         | 佐伯奈奈子   | [ 16 ] |

### 網路劇
| 播出年份 | 播出日期 | 集數 | 戲劇名稱         | 首播頻道 | 角色     | 備註   |
| -------- | -------- | ---- | ---------------- | -------- | -------- | ------ |
| 2020年   | 9月17日  | 全劇 | 17.3 about a sex | ABEMA    | 皆川祐奈 | [ 17 ] |

### 廣告
- 倍美從「Junior&Teens」（2016年9月－）※目錄
- 日本麥當勞「マックシェイクもも＆もも」（2017年8月1日－9月1日）[1]
- JXTG能源（2017年12月14日－2018年6月13日）
- 川口技研（2018年2月－）
- PINK-latte（2018年5月－）

## 書籍

### 雜誌
- nicola（日语：ニコラ (雑誌)） （2015年10月號－2019年5月號，新潮社）：專屬模特兒[18]
- seventeen（2019年9月號－，集英社）：專屬模特兒

### 月曆
- 秋田汐梨オフィシャルカレンダー2019（2018年12月7日，SDP）
- 秋田汐梨オフィシャルカレンダー2020（2019年11月27日，SDP）[19]

### 數位寫真集
- PROTO STAR 秋田汐梨 vol.1（2018年8月17日，PROTO STAR編集部）
- PROTO STAR 秋田汐梨 vol.2（2018年10月12日，PROTO STAR編集部）

## 外部連結
- 經紀公司個人介紹頁 （页面存档备份，存于）（日語）
- 秋田汐梨官方部落格「りんごのおはなし」（日語）
- 秋田汐梨的X（前Twitter）（日語）
- 秋田汐梨的Instagram帳戶（日語）